# El show de Any Malu
El show de Any Malu es una serie de televisión animada brasileña creada por Combo Estúdio para Cartoon Network. La serie es un derivado de El Mundo Surrealista de Any Malu que se emitió originalmente en YouTube y luego se trasladó a Cartoon Network. La serie se estrenó el 4 de mayo del 2020

## Personajes
- Natali Pazete como Any Malu
- Anderson Mahanski como Nina
- Fernando Mendonça como Willen
- Lucas Gama como Kotoko
- Sylvia Salustti como Ágatha
- Pamella Rodrigues como Rebecca
- Sérgio Stern como Mordecai
- Hélio Ribeiro como Princesa Grumosa
- Jéssica Vieira como Burbuja
- Guilherme Briggs como Scooby-Doo
- Fernando Mendonça como Shaggy Rogers
- Mattheus Caliano como Ben 10

## Elenco

### Doblaje Latino
- Agostina Longo como Any Malu
- Alejandro Graue como Willen
- Ximena Viver como Ágatha
- Alejandro Bono como Kotoko y Shupika
- Loló Muñoz como Rebecca
- Angélica Vargas como Nina

## Episodios
| Temporada | Temporada | Episodios | Brasil             | Brasil             | Latinoamérica       | Latinoamérica         |
| Temporada | Temporada | Episodios | Primera emisión    | Última emisión     | Primera emisión     | Última emisión        |
| --------- | --------- | --------- | ------------------ | ------------------ | ------------------- | --------------------- |
|           | 1         | 13        | 4 de mayo de 2020  | 20 de mayo de 2020 | 3 de agosto de 2020 | 12 de octubre de 2020 |
|           | 2         | 13        | 4 de marzo de 2021 | 25 de mayo de 2021 | 2 de marzo de 2021  | 25 de mayo de 2021    |

### Primera temporada (2020)
| No. (serie) | No. (temp.) | Título                                                                  | Escrito por                         | Estreno original   | Estreno en Latinoamérica | Código |
| --- | ----------- | ----------------------------------------------------------------------- | ----------------------------------- | ------------------ | ------------------------ | ------ |
| 1 | 1           | «Piloteando mi piloto (LA)» «Pilotando Meu Piloto»                      | Paulo Lescaut                       | 4 de mayo de 2020  | 3 de agosto de 2020      | —      |
| Malu finalmente fue contratada por Cartoon y tendrá su propio show, ¡con la libertad para crear lo que ella quiera! El único problema es que no está acostumbrada a que confíen tanto en ella. ¿Qué es lo que hará ahora? Malu decide trabajar en un video reaccionando a los programas piloto de Cartoon copiando algunas ideas al mismo tiempo. |             |                                                                         |                                     |                    |                          |        |
| 2 | 2           | «La mejor camioneta del mundo (LA)» «A Melhor Van de Todas»             | Rafa Castro                         | 5 de mayo de 2020  | 3 de agosto de 2020      | —      |
| Malu descubre que todos los grupos de cartoons geniales tienen su propia camioneta y decide conseguir la suya propia, pero Willen no está de acuerdo. |             |                                                                         |                                     |                    |                          |        |
| 3 | 3           | «Entrevista a Gumball (LA)» «Convida: Gumball»                          | Fernanda Brandalise y Paulo Lescaut | 6 de mayo de 2020  | 19 de octubre de 2020    | —      |
| ¡Malu siempre invita a su programa a las estrellas más grandes de Cartoon Network! Pero esta vez confunde a Darwin con su hermano Gumball, creando una situación increíblemente embarazosa. |             |                                                                         |                                     |                    |                          |        |
| 4 | 4           | «Batalla por el aire acondicionado (LA)» «Batalha Pelo Ar Condicionado» | Rafa Castro                         | 7 de mayo de 2020  | 10 de agosto de 2020     | —      |
| Hace mucho calor en el estudio y Malu se entera de que Willen encendió el aire acondicionado porque le gusta el frío glacial. Después de tratar de cambiar la temperatura, Malu descubre que el aire acondicionado funciona a base de dibujos animados. Cuanto más calor hay en las escenas, más calor hay en el estudio; cuanto más frías son las escenas, más frío hace en el estudio. Entonces Malu y Willen comienzan una disputa y causan una gran explosión. |             |                                                                         |                                     |                    |                          |        |
| 5 | 5           | «Videojuegos (LA)» «Video Game»                                         | Rafa Castro                         | 8 de mayo de 2020  | 17 de agosto de 2020     | —      |
| Malu está emocionada por trabajar en un programa con sus amigos. Pero Willen y Kotoko solo tienen ojos para su videojuego y la ignoran por completo. Ambos están tan enganchados en la elección de sus personajes que Malu decide hacer un episodio sobre lo dañinos que pueden ser los videojuegos. Habla de cómo las vidas se arruinaron debido a la adicción a los videojuegos, distorsionando los hechos de una manera muy sensacionalista. Al final, Willen y Kotoko se dan cuenta de que su amiga solo quiere un poco de atención y la invitan a jugar con ellos. |             |                                                                         |                                     |                    |                          |        |
| 6 | 6           | «No provoquen a los bromistas (LA)» «Não Alimente os Trolls»            | Rafa Castro                         | 11 de mayo de 2020 | 24 de agosto de 2020     | —      |
| Kotoko y Willen le hacen una broma a Malu y la avergüenzan. Malu no está dispuesta a dejarlo pasar e intenta devolverles la broma. Pero todos llegan demasiado lejos y provocan una explosión atómica que le pone fin a la trasmisión. |             |                                                                         |                                     |                    |                          |        |
| 7 | 7           | «Cartoon chef (LA)» «Cartoon Chef»                                      | Paulo Lescaut                       | 12 de mayo de 2020 | 28 de septiembre de 2020 | —      |
| Malu se olvida de comer su almuerzo y, por sugerencia de Nina, decide crear un episodio sobre "Las comidas más deliciosas de los dibujos animados que siempre has querido probar". Entonces Malu lanza un desafío culinario para probar diferentes recetas. Sus amigos deben cocinar para ella los platos que ella elija, y Malu quiere probar algo exclusivo. El único problema es que elige el sándwich letal, que supuestamente hace explotar a quien lo coma. |             |                                                                         |                                     |                    |                          |        |
| 8 | 8           | «La guerra de los clones (LA)» «Guerra dos Clones»                      | Fernanda Brandalise                 | 13 de mayo de 2020 | 31 de agosto de 2020     | —      |
| Malu comienza a trabajar en su texto pero rápidamente la interrumpe Kotoko, que quiere mostrarle un dibujo que hizo. Malu echa a Kotoko del escenario abruptamente, y él se aleja triste, mientras dice que solo quería su atención. Después de un rato, vuelven a interrumpir a Malu, pero esta vez es una voz terriblemente familiar: ¡la suya! Se da cuenta de que tiene un clon. El público está confundido, sin saber cuál es la verdadera Malu. Doña Nina afirma que encontró una manera de descubrir a la verdadera Malu, pero aparece una tercera Malu en el escenario, presentando el programa. Varias otras Malus aparecen y la situación se sale de control. Después de ver todo este lío, Nina corta la transmisión. Junto a una impresora 2D vemos a Kotoko imprimiendo Malus nuevas, pero ninguna de ellas quiere ver sus dibujos. Sin embargo, Kotoko no se rinde hasta que una Malu le presta atención. |             |                                                                         |                                     |                    |                          |        |
| 9 | 9           | «Musical (LA)» «Musical»                                                | Fernanda Brandalise                 | 14 de mayo de 2020 | 5 de octubre de 2020     | —      |
| Malu decide preparar un programa de talentos con sus amigos. Ella será la anfitriona, y los jueces serán Princesa Grumosa, Mordecai y Burbuja. Kotoko hace una parodia de la canción de la presentación de Gumball. Canta ¿Tan¿ y la audiencia se queja. Para defenderse, Kotoko dice que la canción es instrumental, pero Princesa Grumosa lo descalifica. Doña Nina hace una gran presentación, Agatha interpreta una canción lírica y alcanza una nota impresionantemente aguda, Rebecca comienza a cantar una canción emotiva pero descubren que está haciendo playback, Willen interpreta una canción de amor y la audiencia la aclama. Princesa Grumosa afirma con entusiasmo que Willen debería tener su propio programa. Malu se imagina una escena del Programa de Willen y decide poner fin a todo eso. Este es su programa y no quiere que nadie más forme parte de él.                                      |             |                                                                         |                                     |                    |                          |        |
| 10 | 10          | «Foro Cartoon (LA)» «Fórum Cartoon»                                     | Pedro Barba                         | 15 de mayo de 2020 | 7 de septiembre de 2020  | —      |
| El texto de apertura de Malu se ve interrumpido por una discusión entre Agatha y Kotoko. El debate es si los extraterrestres son buenos o malos. Agatha afirma que todos los extraterrestres son malos, porque ella está orgullosa de ser la malévola hija de un vampiro y un extraterrestre. Por su lado, Kotoko afirma que todos son buenos. ¡A Malu le parece que es una gran oportunidad de ganarse al público y por eso crea la Corte Cartoon de manera espontánea! Ella será la jueza. Aunque Kotoko perdió la discusión y las pruebas de Agatha son incuestionables, Malu afirma que todos los extraterrestres son buenos porque ella es amiga de Agatha. ¡Y, después de todo, este es su programa! |             |                                                                         |                                     |                    |                          |        |
| 11 | 11          | «Cumpleaños (LA)» «Aniversário da Malu»                                 | Paulo Lescaut                       | 18 de mayo de 2020 | 14 de septiembre de 2020 | —      |
| Llegó el cumpleaños de Malu. Como no le gusta celebrarlo, decide preparar un programa especial sobre cumpleaños y sobre el motivo por el cual nunca le gustaron los festejos. Malu revela que su prima Rebecca nació el mismo día que ella. Las fiestas de Rebecca siempre eran mejores, y todos preferían celebrar con ella. Cuando Malu cuenta lo sola que se sentía en sus cumpleaños, Rebecca afirma que los festejos siempre estaban pensados para las dos y que todos quieren mucho a Malu. |             |                                                                         |                                     |                    |                          |        |
| 12 | 12          | «Mascotas (LA)» «Bichinhos de Estimação»                                | Rafa Castro                         | 19 de mayo de 2020 | 21 de septiembre de 2020 | —      |
| Malu está preparando un episodio especial sobre mascotas, pero cuando se sube al escenario, le pisa la cola a Shupika. Malu se queja porque el perro siempre está cerca. Shupika se escapa, con el corazón roto. Muy molesta, Malu decide continuar con el episodio. Elige una nueva mascota de alguno de los programas de Cartoon, una que no sea tan inoportuna. Todos son geniales, pero ninguno es como Shupika, al final Malu se da cuenta de cuánto extraña a su mascota y ambos se reconcilian. |             |                                                                         |                                     |                    |                          |        |
| 13 | 13          | «A solas con Ben 10 (LA)» «Convida: Ben 10»                             | Rafa Castro                         | 20 de mayo de 2020 | 12 de octubre de 2020    | —      |
| Por temor a que la avergüencen delante de su invitado, Any Malu encierra a Willen y a Kotoko en la cabina de doblaje. Su invitado es Ben 10. Como Malu quiere hacerse amiga de las celebridades, comienza a hacerle un montón de preguntas sin sentido al pobre chico. Al mismo tiempo, en la cabina, Kotoko y Willen gritan desesperadamente para que Malu le hagan las preguntas correctas. ¡Al final, logran abrir la cabina para demostrar que son los verdaderos fanáticos de Ben 10! Malu se desilusiona cuando Ben afirma que él también es el fanático número uno de Kotoko y de Willen. |             |                                                                         |                                     |                    |                          |        |

### Segunda temporada (2021)
| No. (serie) | No. (temp.) | Título                                                                          | Escrito por         | Estreno original    | Estreno en Latinoamérica | Código |
| --- | ----------- | ------------------------------------------------------------------------------- | ------------------- | ------------------- | ------------------------ | ------ |
| 14 | 1           | «Algo en el tiempo no huele bien (LA)» «Algo Não Cheira Bem»                    | Rafa Castro         | 4 de marzo de 2021  | 2 de marzo de 2021       | —      |
| Accidentalmente, Malu suelta un gas al final de su monólogo. Desesperada por arreglarlo todo, intenta viajar en el tiempo después de investigar varios métodos. |             |                                                                                 |                     |                     |                          |        |
| 15 | 2           | «Parejas disparejas (LA)» «Ships»                                               | Fernanda Brandalise | 9 de marzo de 2021  | 9 de marzo de 2021       | —      |
| Rebecca dice que va a ayudar a Malu a encontrar un novio. Después de escuchar la palabra ¿novio¿, Willen sube al escenario. Rebecca les entrega a Malu y a Willen un formulario para ayudarlos a encontrar su pareja ideal. A Willen le gustan las chicas guapas de pelo rosa y a Malu le gustan los chicos guapos de pelo castaño. Así que su pareja ideal es... Jorel para Malu y Dulce Princesa para Willen. Willen no está tan contento con el resultado, ¡pero Malu está emocionada! Siempre estuvo enamorada de Jorel. Willen se pone celoso y empieza a enumerar las cualidades de Dulce Princesa. Empiezan a discutir. Rebecca agarra sus palomitas de maíz y mira con entusiasmo. |             |                                                                                 |                     |                     |                          |        |
| 16 | 3           | «Cartas bajo la manga (LA)» «Carta na Manga»                                    | Fernanda Brandalise | 16 de marzo de 2021 | 16 de marzo de 2021      | —      |
| A Malu le encanta coleccionar cosas y está preparando un episodio sobre el tema. Les muestra su álbum de calcomanías a todos, y se jacta de tener la calcomanía de oro rosado. Por desgracia, el viento se la lleva, y Malu comienza una búsqueda desesperada para encontrar su adorada calcomanía. |             |                                                                                 |                     |                     |                          |        |
| 17 | 4           | «Entrevista con un show más (LA)» «Convida: Mordecai & Rigby»                   | Rafa Castro         | 23 de marzo de 2021 | 23 de marzo de 2021      | —      |
| Malu descubre que Mordecai y Rigby tuvieron un malentendido y los invita a su programa. Después de todo, a Malu le importa la paz mundial. Durante la entrevista, se muestran varias peleas de Un show más, ¡y las cosas se complican! Pero lo peor sucede cuando se cuenta la historia de un video filtrado. Rigby acusa a Mordecai, y su amistad pende de un hilo. Pero ¿quién pudo haber hecho eso? ¿Alguien rosado, tal vez? |             |                                                                                 |                     |                     |                          |        |
| 18 | 5           | «Especial de comedia (LA)» «Especial de Comédia»                                | Paulo Lescaut       | 30 de marzo de 2021 | 30 de marzo de 2021      | —      |
| Malu comienza a conducir el programa y se la ve claramente nerviosa. Nina le dice que Princesa Grumosa está en la audiencia. Malu está dispuesta a hacer todo lo posible por impresionar a su jefa, y quiere demostrar que es una comediante experta: monólogos cómicos, comedias románticas y comedias sin sentido. |             |                                                                                 |                     |                     |                          |        |
| 19 | 6           | «Enfrenta tus miedos (LA)» «Encare seus Medos»                                  | —                   | 6 de abril de 2021  | 6 de abril de 2021       | —      |
| Agatha lleva al programa un antiguo artefacto alienígena capaz de revelar el mayor miedo de cada persona. |             |                                                                                 |                     |                     |                          |        |
| 20 | 7           | «Secretos Cartoon (LA)» «Tá Ligado»                                             | —                   | 13 de abril de 2021 | 13 de abril de 2021      | —      |
| Any Malu comparte con la audiencia los archivos secretos de Cartoon Network, que encontró en el libro secreto de Princesa Grumosa. |             |                                                                                 |                     |                     |                          |        |
| 21 | 8           | «RPG (LA)» «RPG»                                                                | —                   | 20 de abril de 2021 | 20 de abril de 2021      | —      |
| Kotoko les propone un juego de rol a sus amigos y juegan con personajes de otras series de Cartoon. |             |                                                                                 |                     |                     |                          |        |
| 22 | 9           | «Mamandona (LA)» «Mãedona»                                                      | —                   | 27 de abril de 2021 | 27 de abril de 2021      | —      |
| Doña Nina no para de gritar en el auricular de retorno, lo cual le impide a Malu conducir el programa. |             |                                                                                 |                     |                     |                          |        |
| 23 | 10          | «Sueños (LA)» «Sonhos»                                                          | —                   | 4 de mayo de 2021   | 4 de mayo de 2021        | —      |
| Any Malu se sube al escenario y empieza a hacer alarde de su nuevo casco de realidad virtual, que le permite zambullirse en los sueños de todos los dibujos animados y conocer sus secretos. |             |                                                                                 |                     |                     |                          |        |
| 24 | 11          | «Mamá no acierta una (LA)» «Minha Mãe Não Acerta Uma»                           | —                   | 11 de mayo de 2021  | 11 de mayo de 2021       | —      |
| Nina, la mamá de Malu, nunca aparece frente a las cámaras, así que Malu decide desafiarla, para ganar un viaje al espacio con las Gemas de Cristal. |             |                                                                                 |                     |                     |                          |        |
| 25 | 12          | «Entrevista a las Chicas Superpoderosas (LA)» «Convida: Meninas Superpoderosas» | —                   | 18 de mayo de 2021  | 18 de mayo de 2021       | —      |
| Kotoko está desesperado por Bellota que no se presentó en el programa, y Malu le ordena que haga algo o estará em problemas. |             |                                                                                 |                     |                     |                          |        |
| 26 | 13          | «Déjà vu (LA)» «Deja Vu»                                                        | —                   | 25 de mayo de 2021  | 25 de mayo de 2021       | —      |
| Malu comienza a decir las frases del primer episodio y se da cuenta de que algo anda mal, ya que esto ya lo ha dicho antes. |             |                                                                                 |                     |                     |                          |        |